# 유엔평가그룹
유엔평가그룹(United Nations Evaluation Group, UNEG)은 평가 문제를 논의하고 평가지식을 공유할 목적으로 설립된 그룹으로, 유엔 평가 사무소들을 위한 플랫폼이다. 유엔의 모든 평가 사무소들의 기준을 제안하고  모니터링과 평가와 관련한 주제별 보고서를 전달한다.
1984년 1월 IAWG(Inter-Agency Working Group on Evaluation)라는 이름으로 설립되었다.

## 같이 보기
- 모니터링과 평가